# Обригхайм (Баден)
Обригхайм (нем. Obrigheim) — община в Германии, в земле Баден-Вюртемберг.
Подчиняется административному округу Карлсруэ. Входит в состав района Неккар-Оденвальд. Население составляет 5221 человек (на 31 декабря 2010 года). Занимает площадь 24,27 км².
Коммуна подразделяется на 3 сельских округа.